# Moorsel (Oost-Vlaanderen)

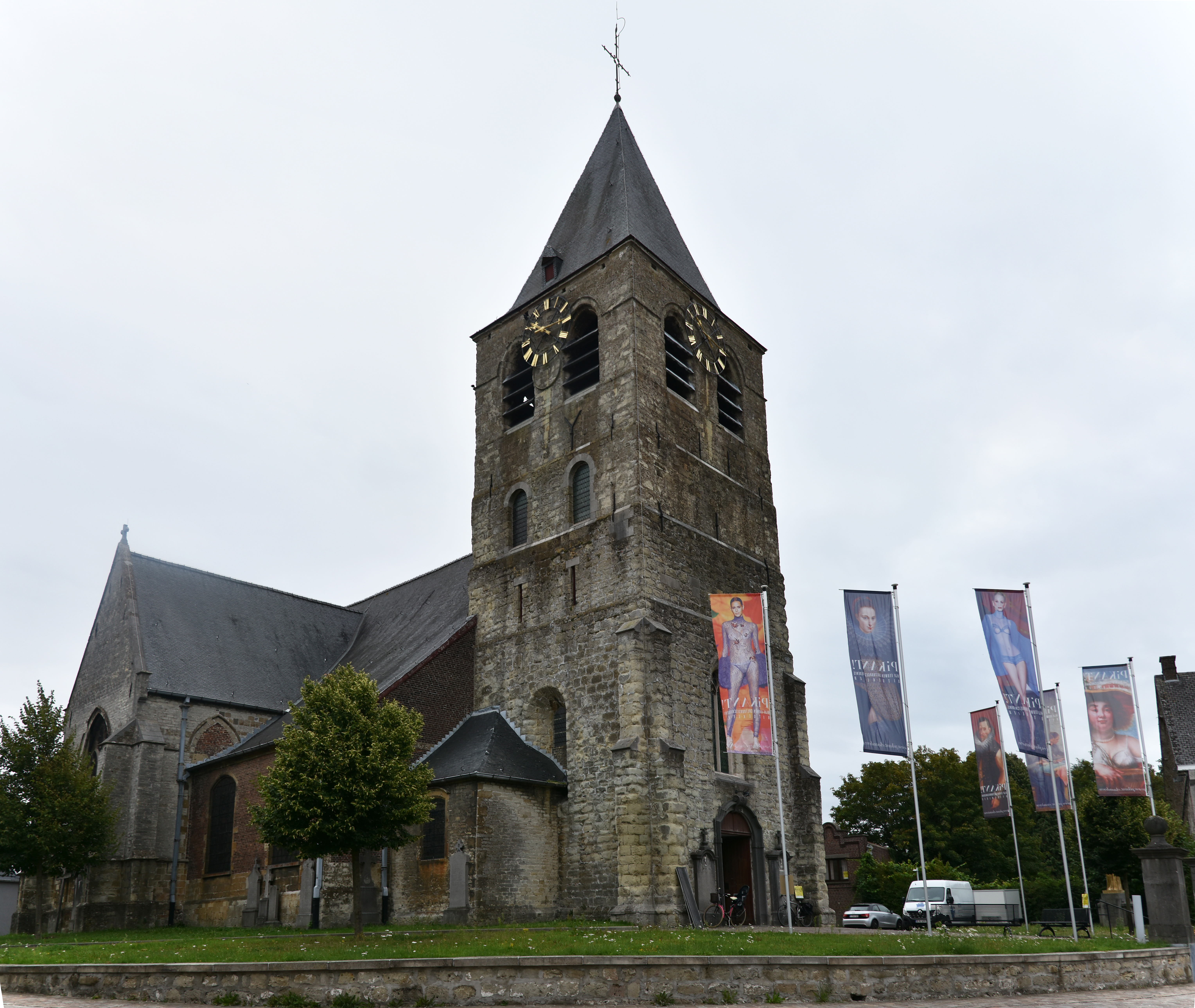
De Sint-Martinuskerk

Moorsel is een dorp in de Belgische provincie Oost-Vlaanderen en een deelgemeente van de stad Aalst, het was een zelfstandige gemeente tot aan de gemeentelijke herindeling van 1977. Moorsel ligt in de Denderstreek en is samen met de buurgemeenten Baardegem, Herdersem en Meldert een van de Faluintjesgemeenten.

## Geschiedenis
In de heiligenlevens van Berlinde en Goedele is sprake van een klooster in Moorsel, weliswaar met tegenstrijdige informatie. Bij Berlinde leest men over een intrede rond 670 in een klooster dat gewijd was aan Onze-Lieve-Vrouw en dat na de dood van haar vader door Hunnen werd verwoest. Goedele zou begraven zijn in een (niet-bekende) Sint-Salvatorkerk van Moorsel, waar Karel de Grote haar kwam vereren door een klooster te stichten, dat nadien door Denen gebrandschat werd. Hoewel opgenomen in het Monasticon belge, is de meest waarschijnlijke conclusie dat het betreffende klooster van Moorsel nooit bestaan heeft.
Vanaf de vroege middeleeuwen bestond Moorsel uit de heerlijkheden Moorsel-propre (eigendom van de Graven van Vlaanderen) en Moorsel-kapittel was eigendom van het kapittel van Dendermonde. Moorsel-propre, met het Hof te Eksel als oorspronkelijke zetel, werd uitgegeven aan de heren van Moorsel. De Abdij van Affligem had veel bezittingen in Moorsel. De abt van Affligem richtte in 1520 het Waterkasteel van Moorsel op en dit werd de zetel van de heerlijkheid Moorsel, en in 1661 werd deze heerlijkheid tot baronie verheven.
Moorsel was vooral een landbouwdorp, maar kort na 1900 werd de snijbloementeelt hier belangrijk. Vanaf 1913 werden ook slachtkippen gekweekt, een bezigheid die zich vooral in de 2e helft van de 20e eeuw sterk uitbreidde. Er is verder een bescheiden meubel- en confectie-industrie. Veel inwoners pendelen.
In het najaar van 1996 werd de plaats opgeschrikt door een reeks brute moorden binnen eenzelfde familie. De dader was de 18 - jarige kleinzoon werd veroordeeld tot 30 jaar gevangenisstraf.

## Bezienswaardigheden
- Het Waterkasteel van Moorsel dateert van 1520 en werd gebouwd in opdracht van de kardinaal-abt van Affligem, Karel van Croÿ. Dit kasteel wordt nog steeds bewoond.
- De Sint-Martinuskerk.
- De Sint-Gudulakapel aan Moorsel-Dorp, die een herinnering is aan de Moorselse legende van Sint Goedele. Zoals vele bouwwerken van de 15de, 16de eeuw in deze regio is ook deze kapel opgetrokken in Meldertse zandsteen.
- De Stevenkapel in het gehucht Steven van 1912.
- Het Hof te Eksel
- Oud gemeentehuis gelegen op de Caelberg.

## Natuur en landschap
Moorsel ligt in Zandlemig Vlaanderen op een hoogte van 25-45 meter. De belangrijkste beek is de Molenbeek die in westelijke richting stroomt en in de Dender uitmondt.
Het Leireken, is een voormalige spoorlijn, nu ingericht als fietspad. De route loopt van Aalst naar Londerzeel.

## Demografische ontwikkeling
- Bronnen:NIS, Opm:1831 tot en met 1970=volkstellingen; 1976 = inwoneraantal op 31 december

## Evenementen
Elk jaar wordt in een van de Faluintjesgemeenten het folklorisch feest de Pikkeling georganiseerd. Dit gaat door op het einde van juli op een boerenhof in een van de Faluintjesgemeenten, dat wisselt elk jaar van locatie. Tijdens de Pikkeling is in Moorsel op het dorp een bloementapijt te zien dat een typisch tafereel uit de tijd van toen uitbeeldt. Traditioneel wordt er op elke Pikkeling-zondag een handgemaakt pikkelingjuweel geworpen. Het juweel wordt jaarlijks vervaardigd door Veronique De Proft (goudsmid).

## Politiek
Moorsel had een eigen gemeentebestuur en burgemeester tot de fusie van 1977.
Burgemeester waren onder meer Eugeen Reyntens (1867-1899?), Alexander Jozef Van der Noot (1895?-1900), Cooreman, Raymond Uyttersprot (1965-1976) was de laatste burgemeester voor de fusie.

## Toerisme
Door dit dorp loopt onder meer de fietsroute Denderende steden en de bewegwijzerde wandelroute Faluintjesstreek.

## Sport
In Moorsel spelen de voetbalclubs Sporting Dressel en KSC De Schroevers Moorsel

## Bekende personen
Moorsel heeft zoals andere dorpen ook een volksfiguur. Zo had men in Moorsel Domien Camiel De Rop of Pee Klak zoals de mensen hem noemden.

## Galerij

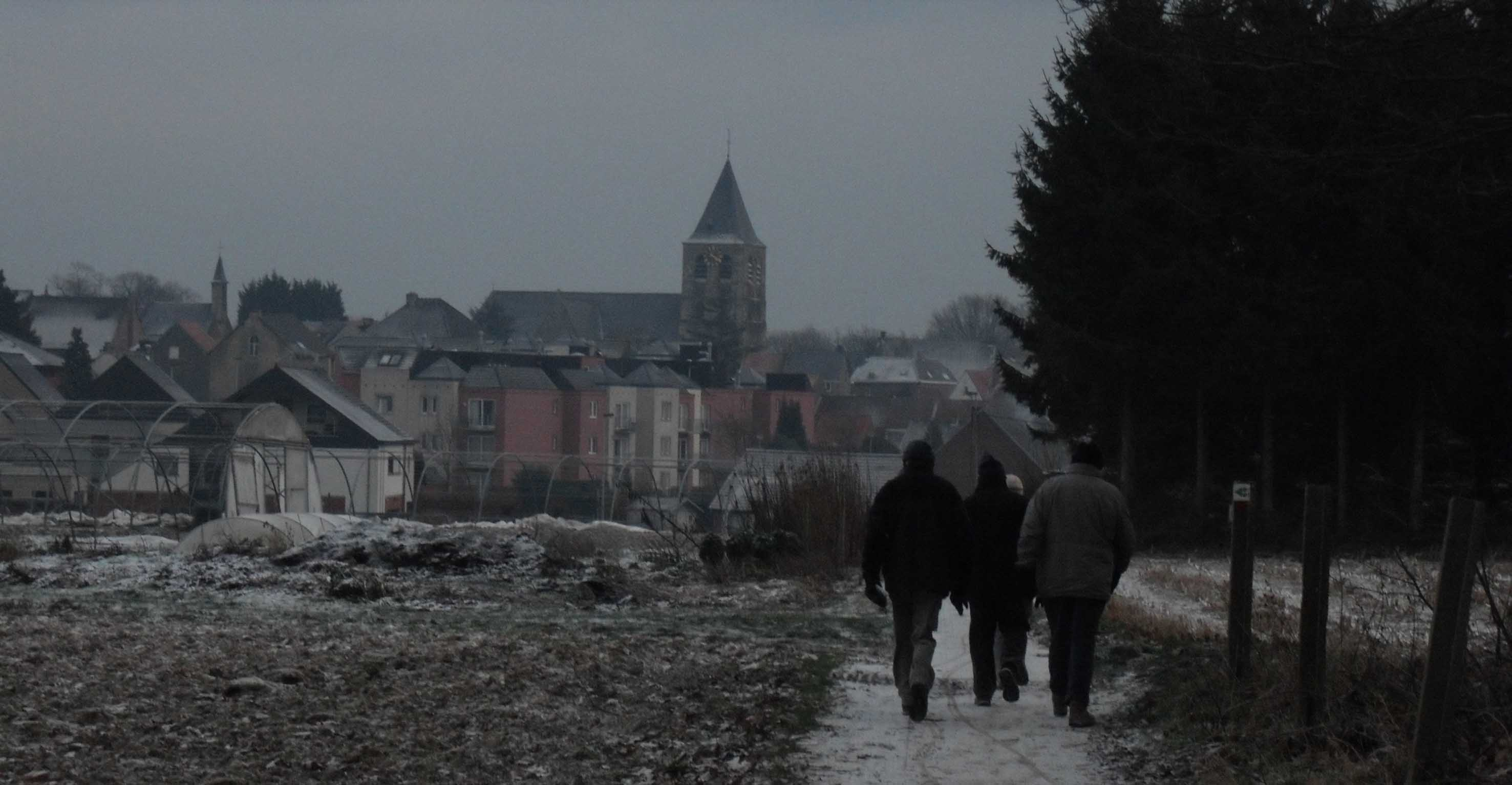
Moorsel in de winter
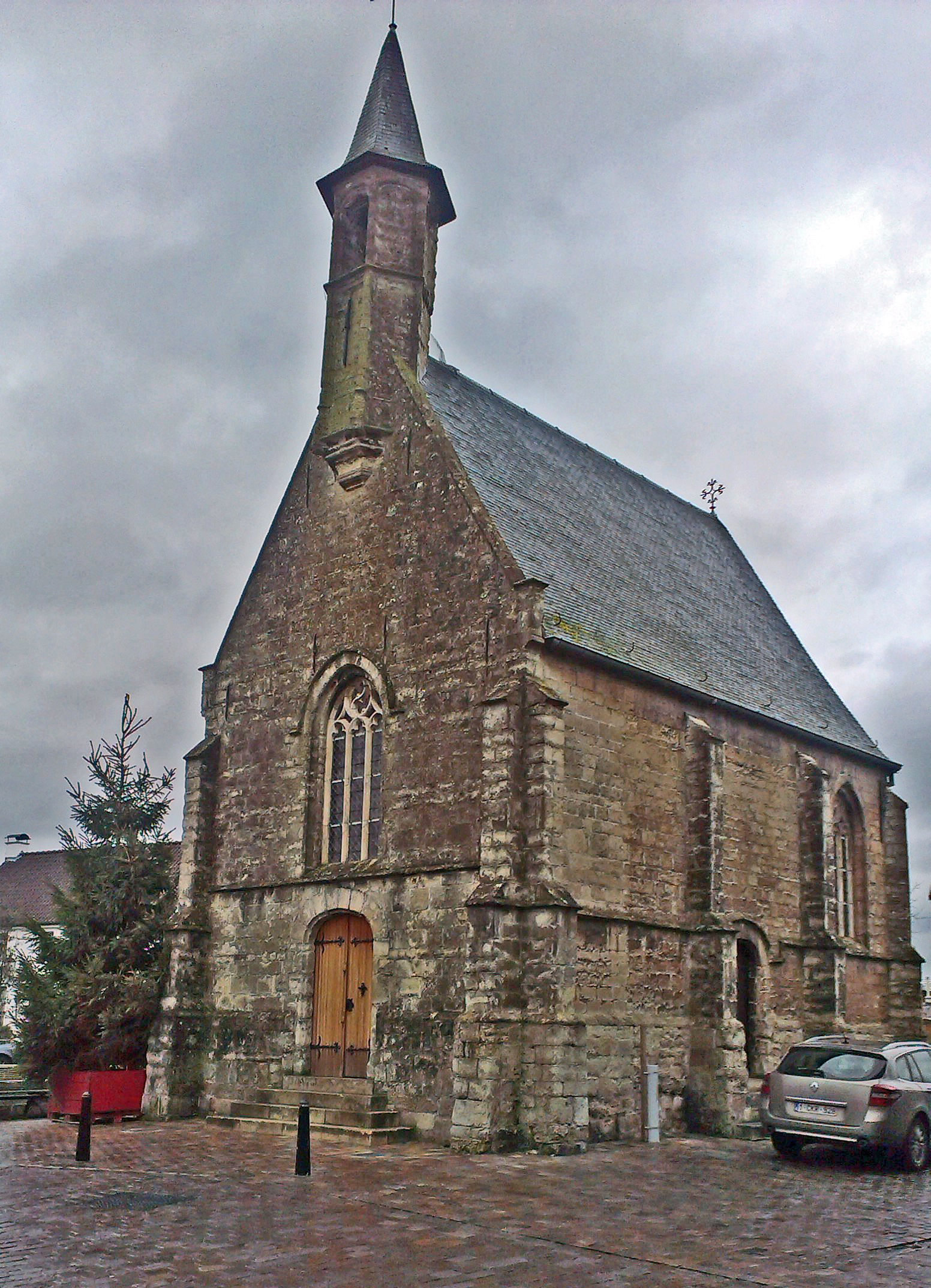
Sint-Gudulakapel
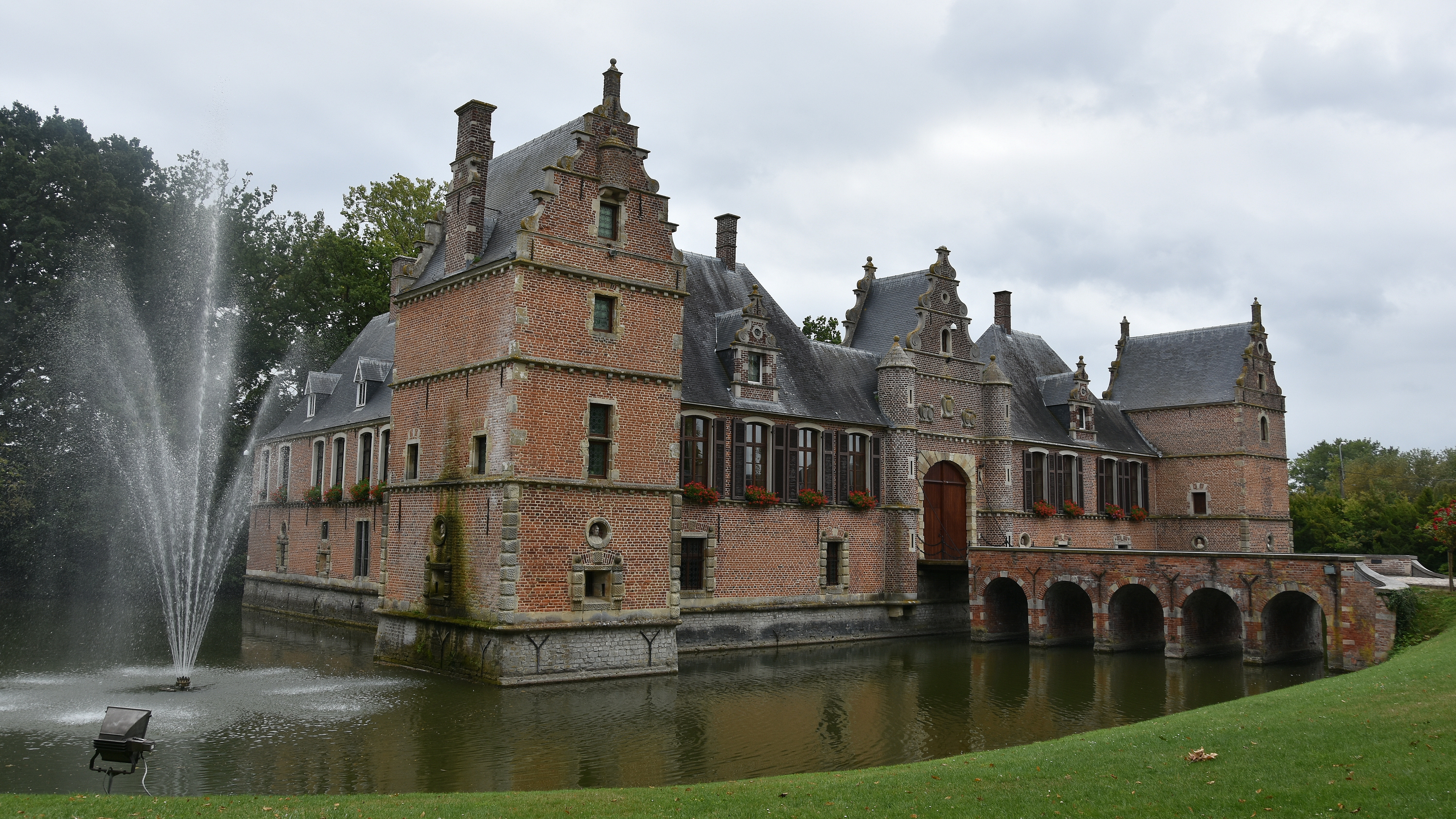
Waterkasteel van Moorsel

## Nabijgelegen kernen
Baardegem, Meldert, Hekelgem, Aalst, Wieze

## Voetnoten
1. ↑  Ludo Milis, "Monastère de Moorsel", in: Monasticon belge, vol. VII/2, Luik, 1972, p. 195-198
2. ↑  Dirk van de Perre, "De Vita Sanctae Berlendis en de Miracula Sanctae Berlendis. Teksttraditie, datering, auteurschap en historische kritiek", in: Jaarboek voor middeleeuwse geschiedenis, 2005, nr. !, p. 23-46

Deelgemeenten: Aalst · Baardegem · Erembodegem · Gijzegem · Herdersem · Hofstade · Meldert · Moorsel · Nieuwerkerken

Gehuchten: Edixvelde (deels) · Terjoden (deels)

Belgische gemeenten · Arrondissement Aalst · Oost-Vlaanderen · Vlaanderen